# Thomas Block
Thomas Block er en tidligere dansk atlet medlem af Politiets Idrætsforening. Han blev dansk mester i spydkast i 1954 og 1958.

## Danske mesterskaber
- Guld 1958 Spydkast 60,76
- Bronze 1957 Spydkast 59,33
- Bronze 1956 Spydkast 61,32
- Guld 1954 Spydkast 59,16
- Sølv 1953 Spydkast 58,98
- Sølv 1952 Spydkast 60,17
- Sølv 1951 Spydkast 61,33
- Sølv 1950 Spydkast 60,15